# Carnival Breeze
El Carnival Breeze es un crucero de la clase Dream propiedad de la Carnival Cruise Line. Entró en servicio en junio de 2012. Su buque gemelo es el Carnival Dream que entró en servicio el 21 de septiembre de 2009 y el Carnival Magic el 1 de mayo de 2011.

## Diseño
El Carnaval Breeze es el tercer barco de la clase Dream, Sus buques gemelos son el Carnival Dream y el Carnival Magic. Ha sido construido por Fincantieri, en Monfalcone, Italia. Esta clase es actualmente la más grande construida por Fincantieri. Tiene el mismo diseño que sus buques gemelos.
Elementos característicos de la clase Dream, como la cubierta de paseo de media milla exterior con jacuzzis colgantes. El barco será el primero en tener por completo la experiencia "Fun Ship 2.0".